# Meria
Meria är en kommun i departementet Haute-Corse på ön Korsika i Frankrike. Kommunen ligger i kantonen Capobianco som tillhör arrondissementet Bastia. År 2022 hade Meria 77 invånare.

## Befolkningsutveckling
Antalet invånare i kommunen Meria
Referens:INSEE